# Distrito electoral de Edison (condado de Furnas, Nebraska)
Edison (en inglés: Edison Precinct) es un distrito electoral ubicado en el condado de Furnas en el estado estadounidense de Nebraska. En el Censo de 2010 tenía una población de 237 habitantes y una densidad poblacional de 1,27 personas por km².

## Geografía
Edison se encuentra ubicado en las coordenadas 40°15′53″N 99°48′7″O / 40.26472, -99.80194. Según la Oficina del Censo de los Estados Unidos, Edison tiene una superficie total de 186.32 km², de la cual 185.19 km² corresponden a tierra firme y (0.61%) 1.13 km² es agua.

## Demografía
Según el censo de 2010, había 237 personas residiendo en Edison. La densidad de población era de 1,27 hab./km². De los 237 habitantes, Edison estaba compuesto por el 98.31% blancos, el 0.84% eran amerindios, el 0.42% eran isleños del Pacífico y el 0.42% pertenecían a dos o más razas. Del total de la población el 0.42% eran hispanos o latinos de cualquier raza.